# Aeroportul Datadawai
Aeroportul Datadawai (IATA: DTD, ICAO: WALJ) este un aeroport din Kalimantanul de Est, Indonezia.
Situat la o altitudine de 152 m, aeroportul dispune de o singură pistă.